# Klaus Günther (Zoologe)

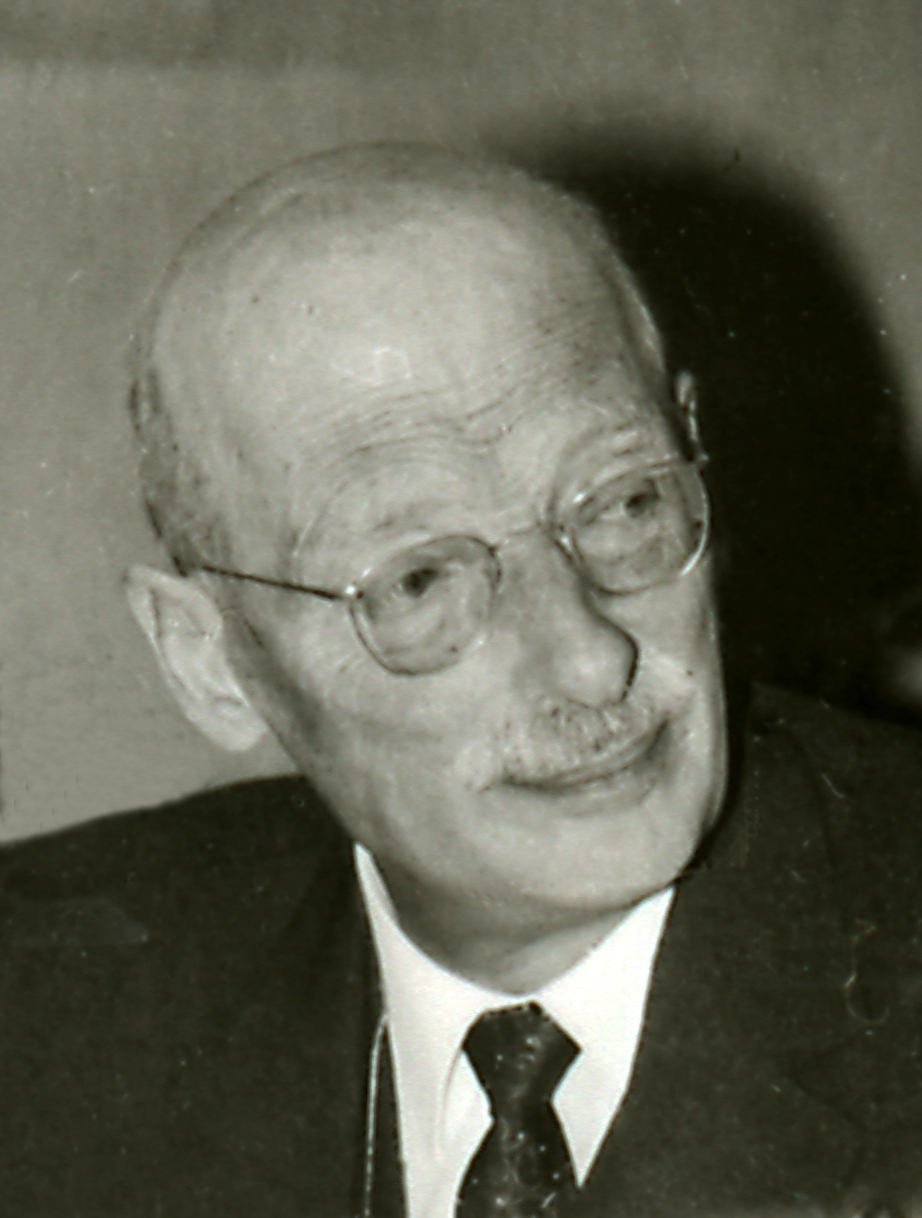
Guenther 1967

Klaus Alfred Günther (* 7. Oktober 1907 in Berlin-Wilmersdorf; † 1. Oktober 1975 in Berlin) war ein deutscher Zoologe und Taxonom, der mit seiner Definition der ökologischen Nische einen wichtigen Beitrag zur modernen Evolutionstheorie leistete.

## Leben und Wirken
Nach seinem Abitur, das er am humanistischen Gymnasium in Cottbus machte, studierte Günther Biologie, Paläontologie, Geographie, Chemie und Numismatik in Berlin und München. Wurde unter der Betreuung von Carl Zimmer  1931 mit einer Dissertation über die Mundwerkzeuge von Krebstieren promoviert. Danach volontierte er drei Jahre in der Abteilung des Zoologischen Museums am Naturkunde-Museum in Berlin. 1934 wechselte er als Leiter der entomologischem Abteilung an das Museum für Völkerkunde in Dresden. Die Wirren des Krieges brachten es mit sich, dass Günther von 1942 bis 1946 auch noch das Münzkabinett in Dresden kommissarisch leitete.
Nach dem Krieg kehrte Günther wieder an das Zoologische Institut in Berlin zurück, an dem er zunächst nur eine ehrenamtliche Tätigkeit übernehmen konnte. Durch die Vermittlung seines Freundes Erwin Stresemann konnte Günther 1948 bei Hans Nachtsheim am Institut für Genetik eine Assistentenstelle an der Humboldt-Universität Berlin übernehmen, mit dem er aber schon 1949 zur neu gegründeten Freien Universität Berlin (FU) wechselte, an der er dann 1955 zum außerordentlichen und 1960 zum ordentlichen Professor ernannt wurde. Danach leitete er zusammen mit Werner Ulrich bis 1970 das Zoologische Institut der FU.
Günther publizierte überwiegend zu den Klassifikationen von Teilgruppen der Heu- und Gespensterschrecken sowie zu den taxonomischen Spezies der Rüsselkäfer. Aber auch numismatische Werke, insbesondere aus den 1930er und 1940er Jahren, stammen aus seiner Feder.
Im Streit seines Freundes Willi Hennig einerseits und Ernst Mayr andererseits, um die Frage der Verbreitung der synthetischen Evolutionstheorie und der phylogenetischen Systematik um den Wert einer konsequenten phylogenetischen Klassifikation konnte Günther mit seinem Beitrag zur Evolutionsbiologie als die Definition von Wechselwirkungen zwischen Organismus und Umwelt entscheidend zugunsten Hennigs Partei ergreifen.

### Die ökologische Nische nach Günther
Günther war der erste deutschsprachige Autor und einer der ersten Autoren überhaupt, der den schon durch Joseph Grinnell (1913) und unabhängig davon durch Charles Elton (1927) eingeführten Begriff der „ökologischen Nische“ verwendeten. Er führte den Ausdruck 1950 in einer Arbeit über Tiefseefische in die Forschung ein, nachdem er ein ähnlichen Konzept bereits 1949 entwickelt, aber noch nicht als „Nische“ bezeichnet hatte. Günthers Definition der ökologischen Nische unterscheidet sich von den Definitionen seiner Vorgänger und auch von der später in der ökologischen Theorie maßgeblich gewordenen von George Evelyn Hutchinson. Nach Günther entsteht die Nische durch die Überlappung zweier Systeme von Koeffizienten, einmal „ökischer“, bezogen auf Umweltfaktoren, andererseits „autozoischer“, bezogen auf die Ansprüche und Lebensmöglichkeiten einer bestimmten Tierart. Damit wird die Nische zu einer Eigenschaft der Art, sie kann nicht wie bei Hutchinson als abstrakter, möglicherweise in einem Lebensraum sogar unbesetzter (leerer) Nischenraum beschrieben werden. Günther verwendete außerdem auch den Begriff der „ökologischen Lizenz“, dessen Definition aber erst später durch Günther Osche präzisiert und damit handhabbar gemacht wurde.
Günthers Konzept der ökologischen Nische wurde im deutschen Sprachraum lange Zeit gelehrt, blieb aber in der internationalen Literatur weitgehend ohne Resonanz. Obwohl einige englischsprachige Forscher später inhaltlich ähnliche Konzepte entwickelt haben, gingen sie auf Günthers Arbeiten dazu kaum ein.

## Publikationen
- K. Günther: Morphologie und Funktion des Kiefer- und Kiemenapparates von Tiefseefischen der Gattungen Malacosteus und Photostomias. Høst, Copenhagen 1959.
- K. Günther: Creatures of the deep sea. Allen & Unwin, London 1956.
- K. Günther: Le Monde merveilleux des abysses. Payot, Paris 1952.
- K. Günther: Wunderwelt der Tiefsee. Herbig, Berlin-Grunewald 1950.
- K. Günther: Ökologische und funktionelle Anmerkungen zur Frage des Nahrungserwerbs bei Tiefseefischen mit einem Exkurs über die ökologischen Zonen und Nischen. In: H. Grüneberg, W. Ulrich (Hrsg.): Moderne Biologie. Festschrift zum 60. Geburtstag von Hans Nachtsheim. F.W. Peters, Berlin 1950, S. 55–93.
- K. Günther: Die Phasmoiden (Orthoptera) der „Borneo-Expedition Dr. Nieuwenhuis“ aus dem Stromgebiet des oberen Mahakam. Instituto Español de Entomologîa, Madrid 1943.
- K. Günther: Untersuchungen über die Herkunft der Brakteatenform in der deutschen Münzprägung des Mittelalters. Verlag d. Dt. Münzblätter, Berlin 1941.
- K. Günther: Das Münzbild der römischen Kaiser seit Diocletian im Wandel ihrer staatsrechtlichen und tatsächlichen Stellung. Deutsche Münzblätter, Gotha 1934.
- K. Günther: Bau und Funktion der Mundwerkzeuge bei Crustaceen aus der Familie der Cymothoi͏̈dae (Isopoda). Dissertation. J. Springer, Berlin 1931.

## Nachweise
1. ↑  Michael Schmitt: Zoologische Systematik und Evolutionsökologie - über Klaus Günthers wissenschaftliches Werk. In: Sitzungsberichte der Gesellschaft Naturforschender Freunde zu Berlin. Neue Folge 27, 1987, S. 165–182.
2. ↑  Michael Schmitt: Günther, Klaus Alfred. In: Lexikon der bedeutenden Naturwissenschaftler. Band 2, Elsevier, München 2007, ISBN 3-8274-1883-6, S. 132.
3. ↑  Michael Schmitt: Ecological niche' sensu Günther and 'ecological licence' sensu Osche - two valuable but poorly appreciated explanatory concepts. In: Zoologische Beiträge. N.F. 31, 1987, S. 49–60.

| Personendaten    | Personendaten                 |
| ---------------- | ----------------------------- |
| NAME             | Günther, Klaus                |
| ALTERNATIVNAMEN  | Günther, Klaus Alfred         |
| KURZBESCHREIBUNG | deutscher Zoologe und Taxonom |
| GEBURTSDATUM     | 7. Oktober 1907               |
| GEBURTSORT       | Cottbus                       |
| STERBEDATUM      | 1. Oktober 1975               |
| STERBEORT        | Berlin                        |